# Tuna Ünal
Tuna Ünal (* 10. Mai 1984 in München) ist ein deutscher Schauspieler mit türkischen Wurzeln.

## Leben
Seit Tuna Ünal sein Fachabitur im Sozialwesen bestanden hat, übt er den Beruf des Schauspielers aus. Sein Fernsehdebüt hatte er im Alter von 15 Jahren in dem Film Sinan Toprak ist der Unbestechliche. Von 2009 bis 2011 stand Tuna Ünal für die ARD-Serie Marienhof vor der Kamera und spielte die Rolle des Tarek Berisi.

## Filmographie
- 1999: Sinan Toprak ist der Unbestechliche
- 2007: Die Ehrlose
- 2009–2011: Marienhof
- 2018: Der Alte – Folge 413: Perfektes Glück